# Lizzy van Vleuten
Lizzy van Vleuten (14 september 2002) is een Nederlands actrice.
Van Vleuten speelt vanaf jonge leeftijd in verschillende producties, zowel voor de camera als op het toneel. Haar eerste grote televisierol was Annelot van Vliet in de nieuwe versie van Kees & co, die liep van maart 2019 tot en met april 2020. In het theater speelde ze onder andere in Vele hemels boven de zevende, als Lou. In 2020 begon zij een studie aan de Amsterdamse Toneel & Kleinkunstacademie.
Van Vleuten is een dochter van cabaretiers Bianca Krijgsman en Diederik van Vleuten en de oudere zus van acteur Bobby van Vleuten.

## Filmografie
| Jaar           | Titel                                       | Rol                 |
| -------------- | ------------------------------------------- | ------------------- |
| 2011           | Gek                                         | onbekend            |
| 2014           | Onder het hart                              | Fleur               |
| 2015           | Tessa                                       | onbekend            |
| Meerdere jaren | Het Klokhuis                                | onbekend            |
| 2019           | Mijn bijzonder rare week met Tess           | meisje bij viskraam |
| 2019–2020      | Kees & co                                   | Annelot van Vliet   |
| 2021           | Hoe mijn keurige ouders in de bak belandden | onbekend            |